# Isanthrene dorsimacula
Isanthrene dorsimacula là một loài bướm đêm thuộc phân họ Arctiinae, họ Erebidae.